# Pavlivka, Verhnodniprovsk
Pavlivka (în ucraineană Павлівка) este un sat în comuna Dniprovokameanka din raionul Verhnodniprovsk, regiunea Dnipropetrovsk, Ucraina.

## Demografie
Componența lingvistică a localității Pavlivka
     Ucraineană (89,57%)
     Rusă (10,43%)
Conform recensământului din 2001, majoritatea populației localității Pavlivka era vorbitoare de ucraineană (89,57%), existând în minoritate și vorbitori de rusă (10,43%).